# Бечуаналенд

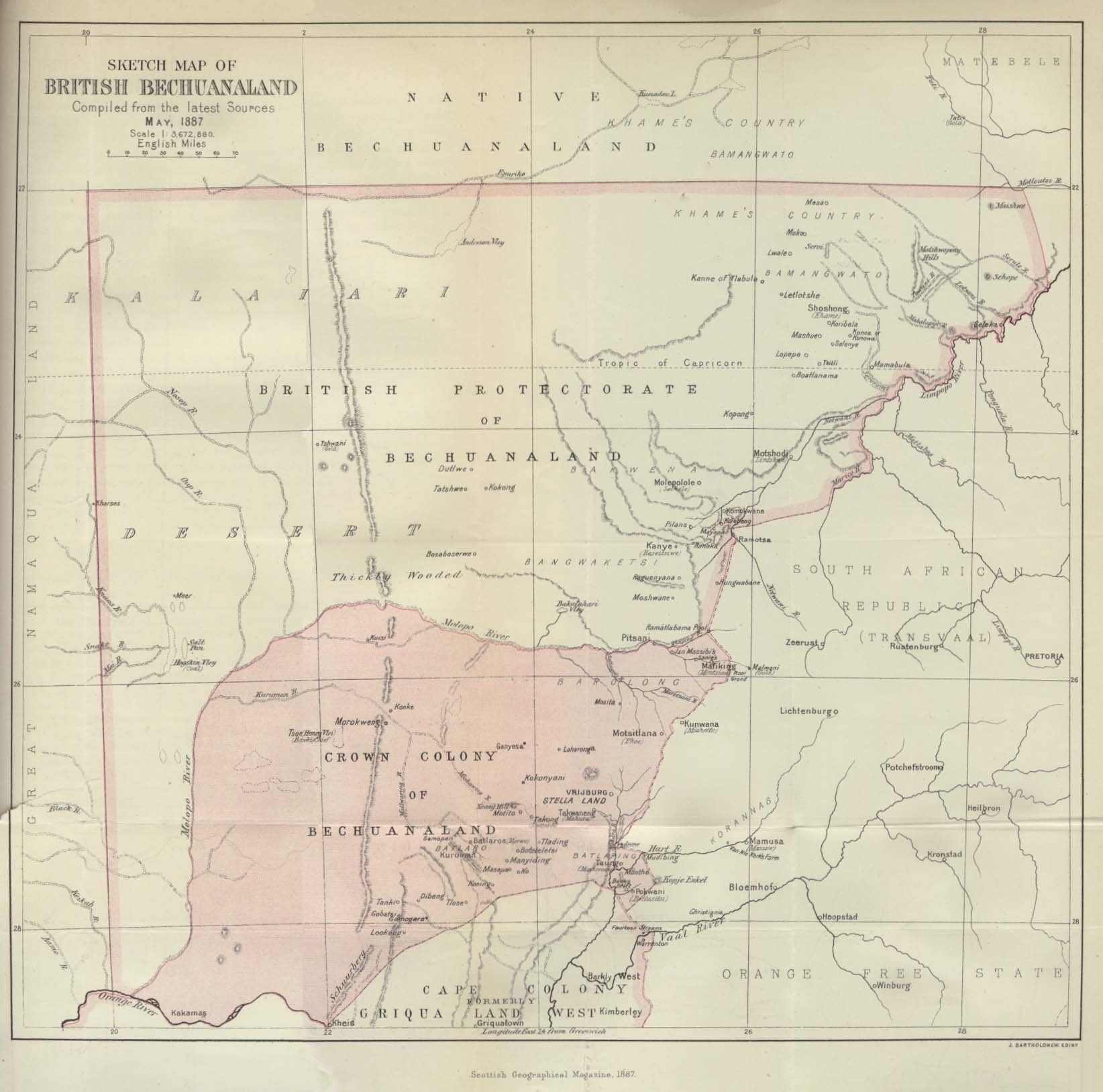
Бечуаналенд на мапі 1887 року

Бечуа́нале́нд (англ. Bechuanaland «Земля бечуанів») — колишня, за часів британського колоніального панування (31 березня 1885 — 30 вересня 1966), назва британського протекторату в Африці.
Тепер країна Ботсвана. Був названий на честь племені бечуанів — негритянської народності мовної групи банту.

## Історія
У 1885 на частині терену, населених племенами тсвана, розташованих на південь від річки Молопо, і території бурських республік Стеллаленд і Гошен, проголошених у 1882, була заснована Коронна колонія Бечуаналенд з центром у Мафікензі, в 1895 приєднана до Капської колонії і увійшла в 1910 до складу Південно-Африканського Союзу (ПАС). На решті частини в 1885 був заснований протекторат Бечуаналенд, адміністрація якого розміщувалася також у Мафікензі, зі збереженням місцевої влади вождів тсвана. У 1890 він був розширений за рахунок Нгаміленду. У 1891 протекторат був переданий у підпорядкування Верховного комісара у Південній Африці, яким був до 1910 губернатор Капської колонії, в 1910—1961 генерал-губернатор ПАС, з 1961 — посол Великої Британії в Південно-Африканській Республіці. Спроби Великої Британії підпорядкувати Бечуаналенд ПАС або Родезії зустрічали опір вождів. У 1966 році була проголошена незалежність Республіки Ботсвана.

## Цікаві факти
- Адміністративний центр протекторату розміщувався в Мафікенгзі, який перебував у межах іншої держави — Капської колонії, потім ПАС.